# Paul Moldenhauer

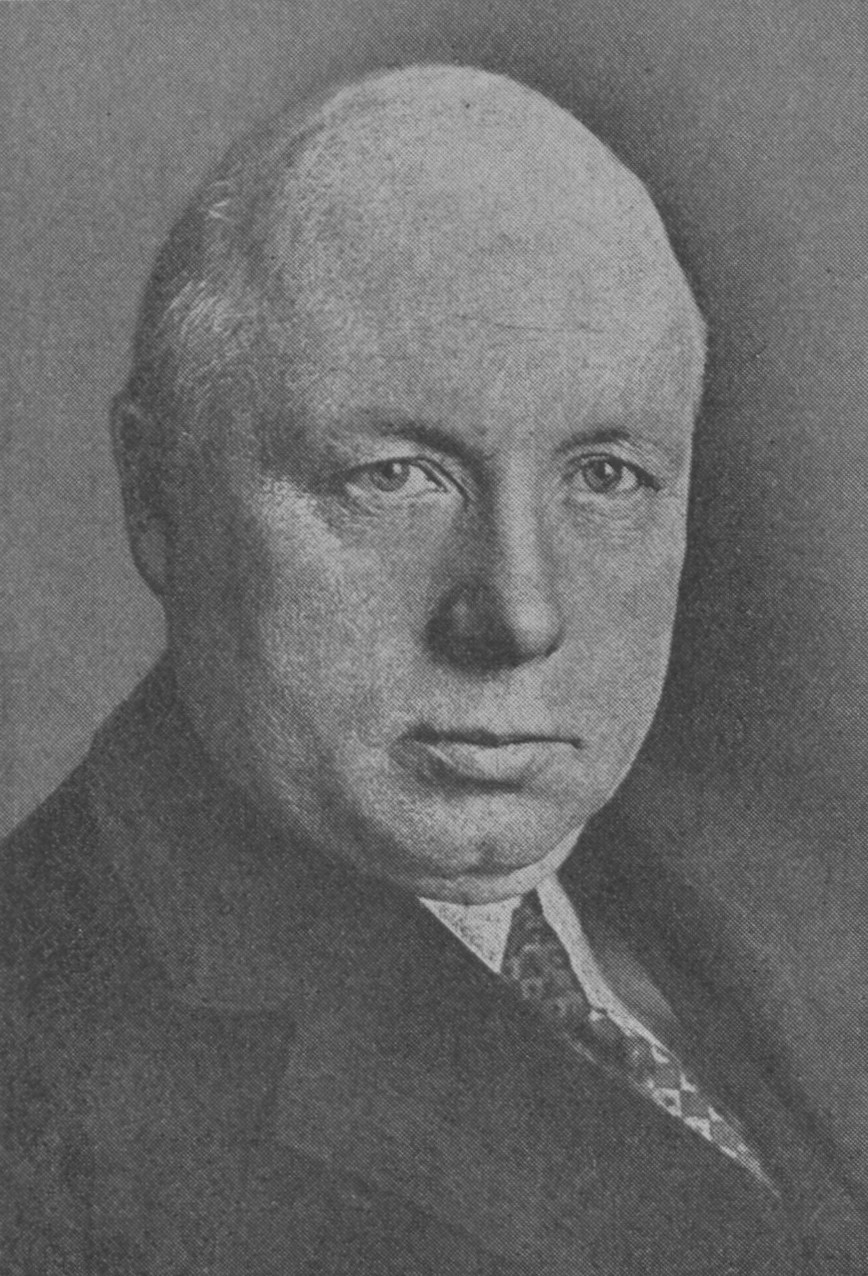
Paul Moldenhauer, um 1927

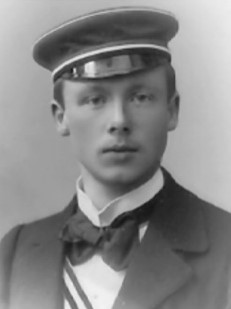
Paul Moldenhauer

Paul Moldenhauer (* 2. Dezember 1876 in Köln; † 1. Februar 1947 ebenda) war ein deutscher habilitierter und promovierter Jurist, Ökonom, Hochschullehrer, Politiker (DVP), Reichswirtschaftsminister und Reichsminister der Finanzen. 

## Leben
Moldenhauers Eltern waren der Gymnasialprofessor Franz Moldenhauer und seine Frau Elisabeth geb. Morsbach. Nach dem Abitur 1896 am Gymnasium in Köln studierte er an der Rheinischen Friedrich-Wilhelms-Universität Bonn Rechts- und Staatswissenschaften. 1896 wurde er im Corps Rhenania Bonn recipiert. Er wechselte 1898 an die Georg-August-Universität Göttingen, die ihn im Oktober 1899 zum Dr. iur. promovierte. Im selben Jahr erhielt er das Diplom für Versicherungssachverständige. Anschließend war er bis 1902 in praktischer Tätigkeit bei Versicherungsgesellschaften in Aachen und Köln beschäftigt.
Moldenhauer habilitierte sich 1901 in Versicherungsbetriebslehre an der städtischen Handelshochschule Köln. Dort lehrte er als Privatdozent, seit 1903 als außerordentlicher Professor und seit 1907 als ordentlicher Professor. 1914–1918 nahm er als Hauptmann der Landwehr am Ersten Weltkrieg teil. Er wurde mit beiden Eisernen Kreuzen ausgezeichnet. Als die Handelshochschule in die Universität zu Köln übergeleitet worden war (nach dem Verlust der Universität Straßburg), hielt er 1919 den Lehrstuhl für Versicherungswissenschaft, den ersten in Deutschland. In den 1920er-Jahren unternahm er zahlreiche Studienreisen ins Ausland, u. a. nach Großbritannien und in die Vereinigten Staaten. Bei der Jahrtausendfeier des Rheinlands (1925) hielt er im Gürzenich die Festrede beim Kommers des AHSC zu Köln.
Nach seiner Zeit von 1919 bis 1930 als Reichsminister und Reichstagsabgeordneter kehrte er nicht auf seinen Kölner Lehrstuhl zurück. Von 1931 bis 1943 lehrte er als Honorarprofessor für Versicherungswissenschaft an der Technischen Hochschule Berlin und an der Friedrich-Wilhelms-Universität zu Berlin. Daneben war er als Berater in der Versicherungswirtschaft tätig.
Moldenhauer, der während der Zeit der Weimarer Republik dem Aufsichtsrat der I.G. Farben  angehört hatte, wurde nach 1945 von der Amerikanischen Besatzungsbehörde in die Kommission berufen, die die Auflösung der IG Farben verantwortete. Er organisierte insbesondere die Pensionskassen des ehemaligen Unternehmens. Im Kalle-Kreis betrieb er die politische Lobbyarbeit und Parteienfinanzierung für die IG Farben.

## Abgeordneter
Moldenhauer war von 1919 bis 1921 Mitglied der Preußischen Landesversammlung. Bei der Reichstagswahl 1920 wurde er in den Reichstag (Weimarer Republik) gewählt, dem er bis Juli 1932 angehörte.

## Öffentliche Ämter

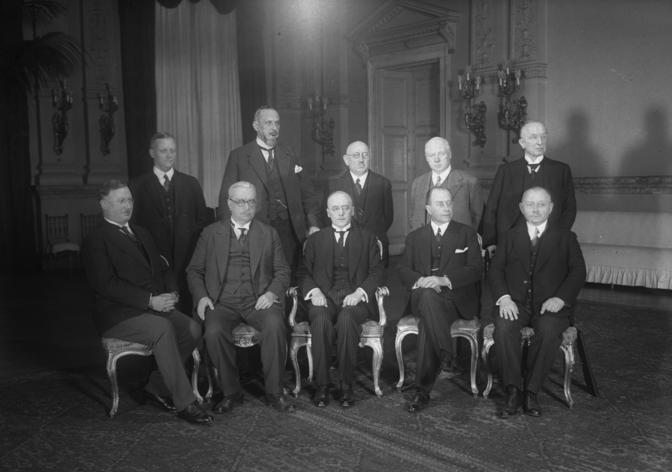
Kabinett Brüning I (1930)

Moldenhauer wurde am 11. November 1929 als Reichswirtschaftsminister in die von Reichskanzler Hermann Müller geführte Reichsregierung berufen. Im Zuge einer Kabinettsumbildung wurde er am 23. Dezember 1929 zum  Reichsminister der Finanzen ernannt, während das Wirtschaftsministerium an die SPD überging. Er gehörte auch der von Reichskanzler Heinrich Brüning geführten Folgeregierung an. Nachdem jedoch seine Politik innerhalb der DVP-Reichstagsfraktion auf Ablehnung stieß, trat Moldenhauer am 21. Juni 1930 zurück und schied daraufhin aus der Reichsregierung aus. 1932/33 war Moldenhauer deutsches Delegationsmitglied bei der Genfer Abrüstungskonferenz.